# Морозов, Александр Константинович
Александр Константинович Морозов (1920—1997) — участник Великой Отечественной войны, Герой Социалистического Труда (1971), почётный гражданин Смоленска.

## Биография
Александр Морозов родился 25 мая 1920 года в посёлке Колодня (ныне — в черте Смоленска) в семье железнодорожника. Окончил семилетнюю школу в Колодне, после чего хотел продолжить обучение, но не сумел этого сделать, так как ему нужно было помогать семье, в которой у него было пять братьев и сестёр. В возрасте 14 лет Морозов пошёл работать на смоленский завод имени Калинина учеником слесаря, а через полгода — слесарем.
В 1940 году Морозов был призван на службу в Рабоче-крестьянскую Красную Армию. Проходил службу в Литовской ССР, в пулемётной роте 336-м стрелкового полка 5-й стрелковой дивизии. Морозов быстро овладел воинской специальностью пулемётчика, мог с закрытыми глазами разобрать и собрать пулемёт «Максим», умело действовал на учениях. В феврале 1940 года командование части направило родителям Морозова благодарственное письмо. С апреля 1940 года отличник боевой и политической подготовки Александр Морозов являлся заместителем политрука роты.
С первых дней Великой Отечественной войны — на её фронтах. Принимал участие в приграничных боях в Прибалтике, сражениях под Полоцком, Дриссой, Идрицей, Холмом, битве за Москву. За отличие в одном из этих боёв Морозов был награждён медалью «За отвагу».
Когда в 1942 году институт политруков в РККА был упразднён, Морозов стал командиром стрелкового отделения того же полка. Принимал участие в Ржевско-Вяземской и Ржевско-Сычёвской операциях. Во время боя за город Зубцов Калининской области Морозов получил тяжёлое ранение осколками немецкого снаряда. Один из этих осколков остался в его теле навсегда. Больше месяца он пролежал в госпитале, но, едва встав на ноги, вновь изъявил желание вернуться в свою часть. К тому времени полк, понёсший большие потери, находился на переформировании, и в его роте осталось лишь семь сослуживцев.
В начале ноября 1942 года 44-я гвардейская стрелковая дивизия, в которую была переименована 5-я стрелковая дивизия, была переброшена в Урюпинск, а затем своим ходом отправлена на Дон. В её составе Морозов принимал участие в боях на Среднем Дону, в районе станицы Донской Ростовской области, под городом Миллерово, освобождении Донбасса, форсирования Северского Донца. Когда погиб начальник полковой радиостанции, Морозов был назначен на его должность, освоив радиодело за месяц. В одном из боёв Морозов вновь отличился и был награждён второй медалью «За отвагу».
В ноябре 1943 года полк Морозова отличился в ходе битвы за Днепр. Морозов одним из первых переправился на западный берег реки в районе города Лоева Гомельской области Белорусской ССР. Находясь в самой гуще боя, он обеспечивал бесперебойную связь в тяжелейших условиях встречного боя. За отличие в том бою Морозов был награждён орденом Отечественной войны 2-й степени и знаком «Отличный связист».
Принимал участие в Гомельско-Речицкой и Бобруйской операциях. Когда во время одного из боёв Морозов передавал по радиостанции приказы командира, наблюдательный пункт, где он находился, подвергся обстрелу. Морозов получил ранение, но своего поста не покинул, продолжая исполнять вверенные ему обязанности. Лишь через несколько дней он вынужден был лечь в госпиталь. За отличие в этом бою Морозов был награждён орденом Славы 3-й степени.
Принимал участие в освобождении Бреста, Люблина, форсировании Западного Буга и Нарева, боях на Сероцком плацдарме. За отличие в последних Морозов был награждён орденом Красной Звезды. Участвовал в дальнейшем в освобождении Полоньска, Насельска, Гданьска, боях в Германии. Конец войны Морозов встретил в городе Барета на берегу Балтийского моря.
Участвовал в Параде Победы. Когда по пути в Москву он проезжал через разрушенный войной Смоленск, он дал себе слово сделать всё для его восстановления. В 1946 году он был демобилизован. Вернулся в Смоленск. Более 30 лет Морозов был бригадиром слесарей треста «Дорстрой». Находясь на этой должности, он принимал активное участие в восстановлении железнодорожного вокзала, ДК железнодорожников и ряда других смоленских зданий; строительстве депо в Рославле, Вязьме, Минске, Великих Луках, Ржеве, Москве. В 1966 году Морозов отметил 50 лет на одном рабочем месте и был награждён орденом Трудового Красного Знамени.
Указом Президиума Верховного Совета СССР от 4 мая 1971 года за трудовую доблесть Александр Морозов был удостоен высокого звания Героя Социалистического Труда с вручением ордена Ленина и медали «Серп и Молот».
В 1980 году Морозов вышел на пенсию, работал слесарем-монтажником 722-го строительно-монтажного поезда. Был награждён нагрудным знаком «Почётный железнодорожник».
5 мая 1988 года за «ратные и трудовые подвиги, большие заслуги в восстановлении разрушенного военного города, большой личный вклад в развитие его народного хозяйства» Александру Константиновичу Морозову было присвоено звание Почётного гражданина Смоленска.
Скончался 26 июля 1997 года. Похоронен на Гурьевском кладбище Смоленска.